# Organizzazione internazionale dello zucchero
L'Organizzazione internazionale dello zucchero (International Sugar Organization), sigla ISO, costituita nel 1969 a Ginevra, sotto l'egida della Conferenza delle Nazioni Unite sul commercio e lo sviluppo, per migliorare la cooperazione tra i paesi che producono, distribuiscono e consumano zucchero.

## Storia
I primo tentativi per portare ordine e stabilità nel commercio mondiale dello zucchero risalgono al 1931 con il Piano Chadbourne sottoscritto a Bruxelles da 6 paesi produttori.
Il 6 marzo 1937 a Londra, sotto l'egida della Società delle Nazioni, 21 paesi produttori hanno sottoscritto l'Accordo internazionale relativo alla regolamentazione della produzione e commercializzazione dello zucchero (International Agreement regarding the Regulation of Production and Marketing of Sugar), con lo scopo di «assicurare ai consumatori un'adeguata fornitura di zucchero sul mercato mondiale a un prezzo ragionevole».
Con la Conferenza delle Nazioni Unite sullo zucchero di Londra, il 1º ottobre 1953, 33 paesi hanno sottoscritto l'Accordo internazionale sullo zucchero (International Sugar Agreement) per assicurare le forniture di zucchero ai paesi importatori e i mercati dello zucchero ai paesi esportatori a «prezzi equi e stabili»;
alla scadenza dei cinque anni previsti veniva sostituito da un nuovo accordo sottoscritto a Londra il 1º dicembre 1958.
Con l'Accordo internazionale sullo zucchero (International Sugar Agreement), approvato presso la sede delle Nazioni Unite a Ginevra il 24 ottobre 1968, 45 paesi esportatori e 30 paesi importatori hanno costituito l'Organizzazione internazionale dello zucchero, con effetto definitivo dal 1º gennaio 1969, depositato presso il Segretario generale delle Nazioni Unite con il n. 9369 del 1º gennaio 1969.
Tale Accordo prendeva atto della mutata situazione geopolitica: l'embargo degli Stati Uniti (importatori) nei confronti di Cuba (esportatore) e i conseguenti aiuti dal Consiglio di mutua assistenza economica (l'Unione sovietica da esportatore netto passava a importatore netto).
L'Accordo è stato rinegoziato nel 1973, 1977, 1984 e 1987. L'Accordo più recente è stato sottoscritto a Ginevra il 20 marzo 1992 ed è entrato in vigore il 1º gennaio 1993.
A differenza delle versioni precedenti l'Organizzazione internazionale dello zucchero non ha più il potere di regolare il commercio internazionale di zucchero mediante la fissazione dei prezzi o quote di esportazione, ma cerca di promuovere il commercio e il consumo dello zucchero.

## Finalità
L'Organizzazione internazionale dello zucchero è stato costituito per amministrare l'Accordo internazionale sullo zucchero del 1992, i cui obiettivi sono:
- garantire la cooperazione internazionale in relazione alle questioni mondiali dello zucchero e agli argomenti correlati;
- fornire un forum per le consultazioni intergovernative sullo zucchero e sui modi per migliorare l'economia mondiale dello zucchero;
- facilitare gli scambi raccogliendo e fornendo informazioni sul mercato mondiale dello zucchero e degli altri dolcificanti;
- incoraggiare una maggiore domanda di zucchero, in particolare per usi non tradizionali.

La decisione di includere l'etanolo derivato dalla lavorazione dello zucchero, già a metà degli anni 1990, ha contribuito a promuovere il ruolo crescente dei biocarburanti e dei biogas nel futuro mix energetico in tutto il mondo.

## Membri

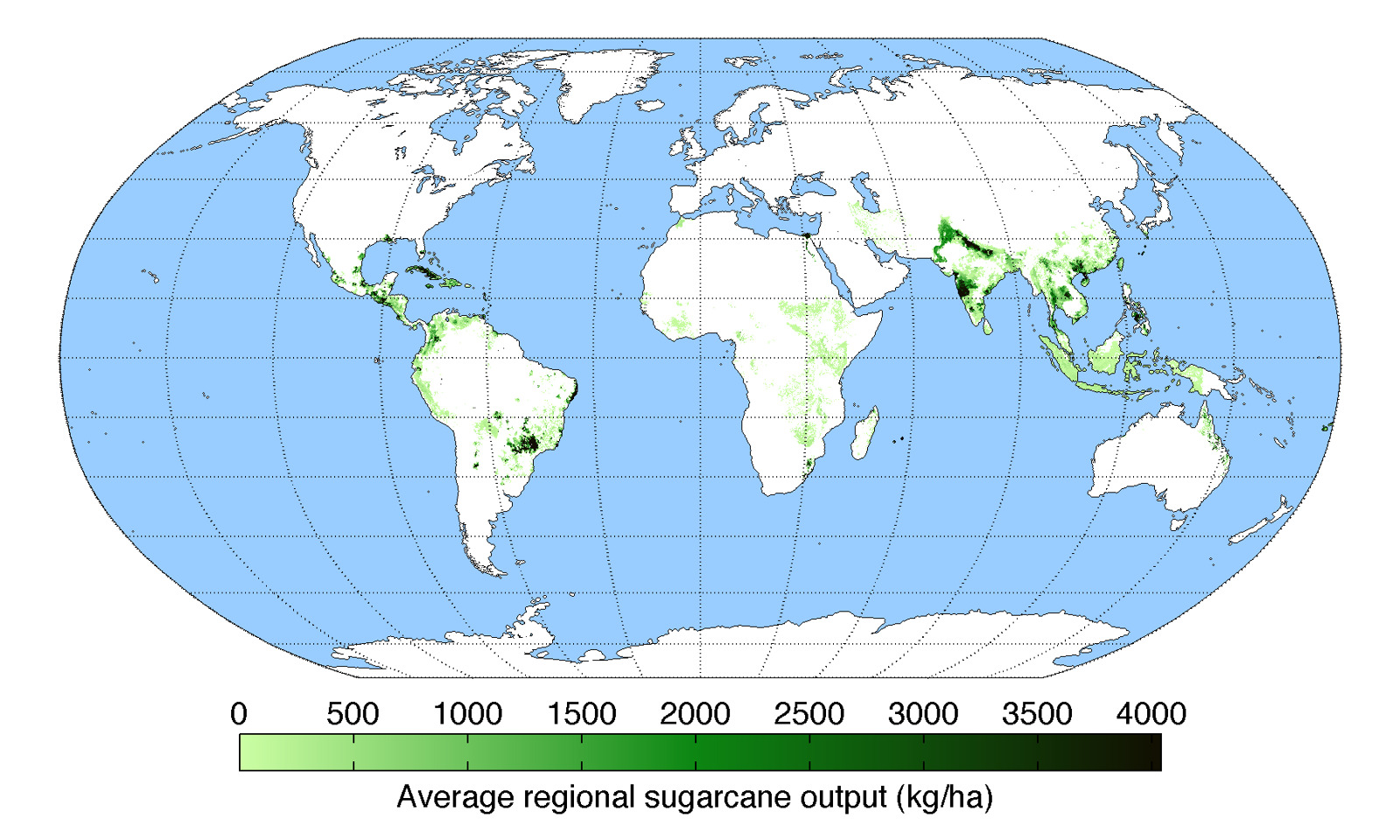
Distribuzione delle aree di produzione di zucchero di canna nel mondo

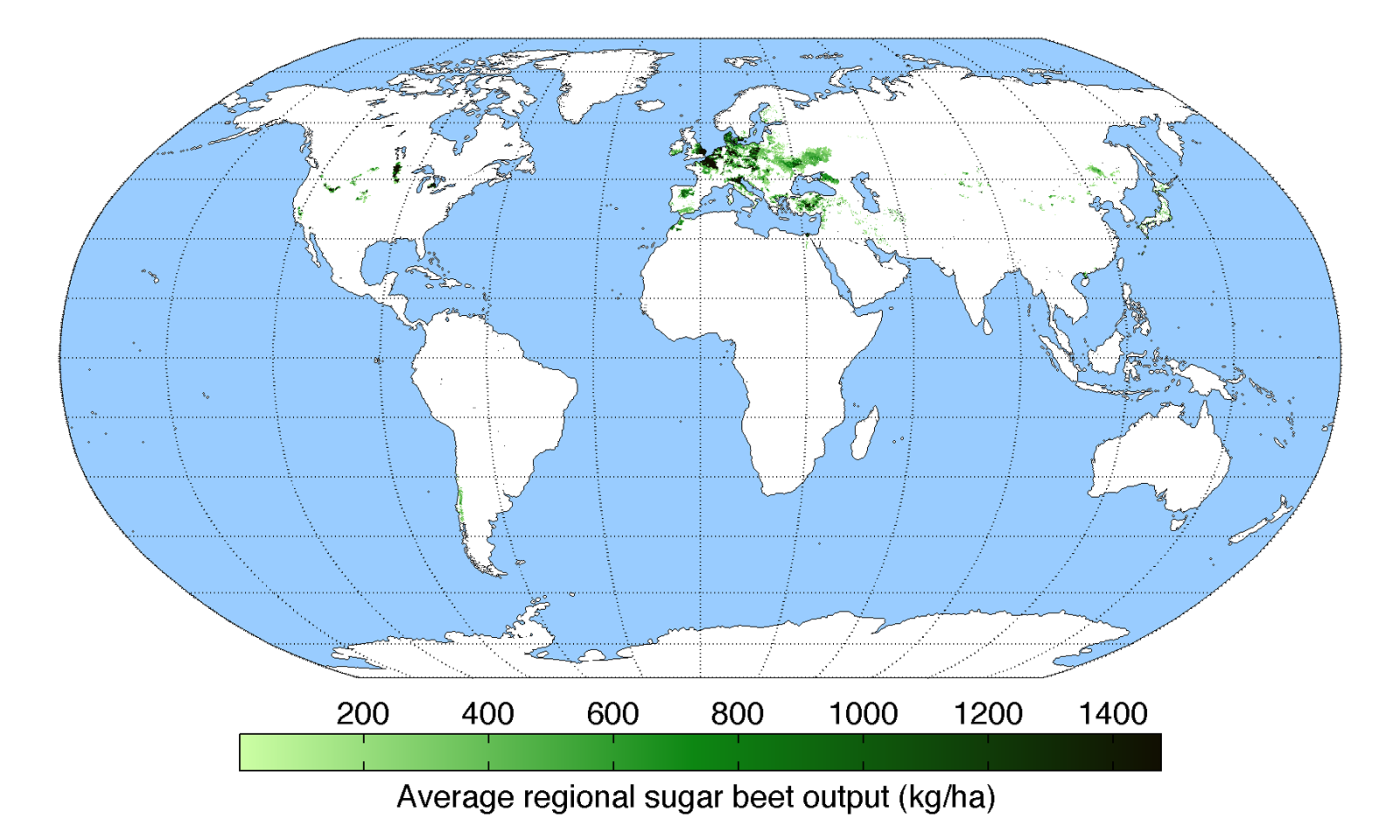
Distribuzione delle aree di produzione di zucchero da barbabietola nel mondo

Al 31 dicembre 2021 i paesi membri dell'Organizzazione sono 87 e rappresentano il 87% della produzione e il 67% del consumo mondiali.
- Argentina
- Australia
- Austria
- Barbados
- Belgio
- Belize
- Bielorussia
- Brasile
- Bulgaria
- Camerun
- Rep. Ceca
- Ciad
- Cipro
- Colombia
- RD del Congo
- Corea del Sud
- Costa d'Avorio
- Costa Rica
- Croazia
- Cuba
- Danimarca
- Rep. Dominicana
- Ecuador
- Egitto
- El Salvador
- Emirati Arabi Uniti
- Estonia
- eSwatini
- Etiopia
- Figi
- Filippine
- Finlandia
- Francia
- Germania
- Ghana
- Giamaica
- Grecia
- Guatemala
- Guyana
- Honduras
- India
- Indonesia
- Iran
- Irlanda
- Italia
- Kenya
- Lettonia
- Lituania
- Lussemburgo
- Madagascar
- Malawi
- Malta
- Marocco
- Mauritius
- Messico
- Moldavia
- Mozambico
- Nicaragua
- Nigeria
- Paesi Bassi
- Pakistan
- Panama
- Paraguay
- Polonia
- Portogallo
- Regno Unito
- Romania
- Russia
- Serbia
- Slovacchia
- Slovenia
- Spagna
- Sri Lanka
- Sudafrica
- Sudan
- Svezia
- Svizzera
- Tanzania
- Thailandia
- Tunisia
- Turchia
- Ucraina
- Uganda
- Ungheria
- Vietnam
- Zambia
- Zimbabwe

## Organizzazione

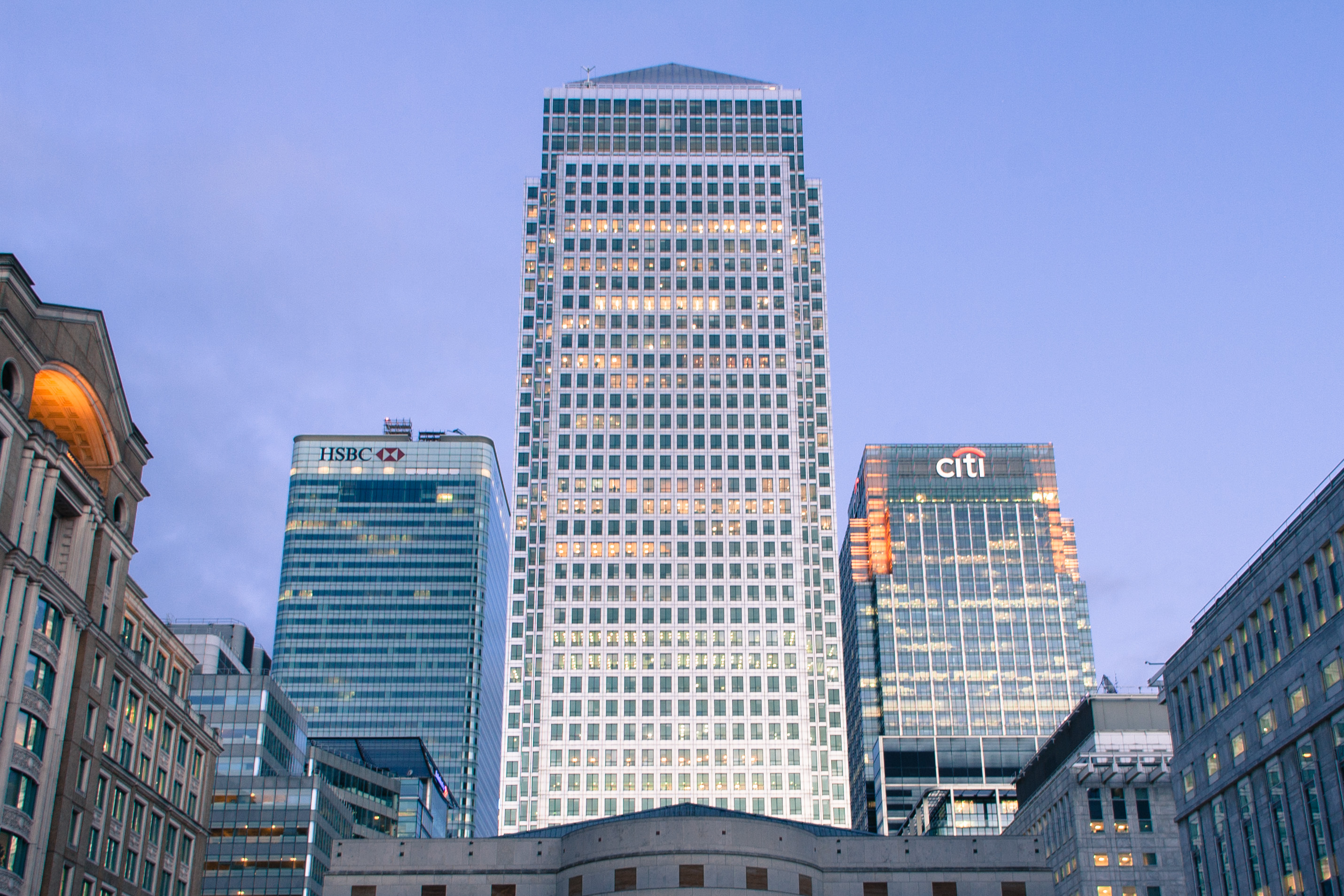
One Canada Square, sede dell'ISO

### Consiglio internazionale dello zucchero
Il Consiglio internazionale dello zucchero è il più alto organo decisionale dell'ISO ed è composto da tutti i paesi membri; si riunisce due volte all'anno e pubblica una relazione annuale.

### Comitato amministrativo
Composto da 18 membri, in rappresentanza dei paesi aderenti, agisce su mandato del Consiglio.

### Comitato valutazione del mercato, dei consumi e delle statistiche
Istituito dal Consiglio e presieduto dal Direttore esecutivo, esamina gli aspetti relativi all'economia mondiale dello zucchero e dei dolcificanti.

### Direttore esecutivo
Il Consiglio nomina il Direttore esecutivo, che è responsabile dell'amministrazione dell'ISO.